# Liste des stations de métro dans le Val-de-Marne
 (janvier 2022).
Si vous disposez d'ouvrages ou d'articles de référence ou si vous connaissez des sites web de qualité traitant du thème abordé ici, merci de compléter l'article en donnant les références utiles à sa vérifiabilité et en les liant à la section « Notes et références ».
Cette liste répertorie les stations de métro situées dans le département français du Val-de-Marne. Parmi les 321 que compte le réseau complet, vingt-trois desservent ce département francilien. Situées sur quatre lignes différentes, elles débouchent dans douze de ses communes, Créteil et Villejuif étant les mieux couvertes avec chacune quatre stations. Bérault, Château de Vincennes et Saint-Mandé sont les plus anciennes : elles ont ouvert le 24 mars 1934, avant la création du Val-de-Marne lui-même.

## Stations de métro en service

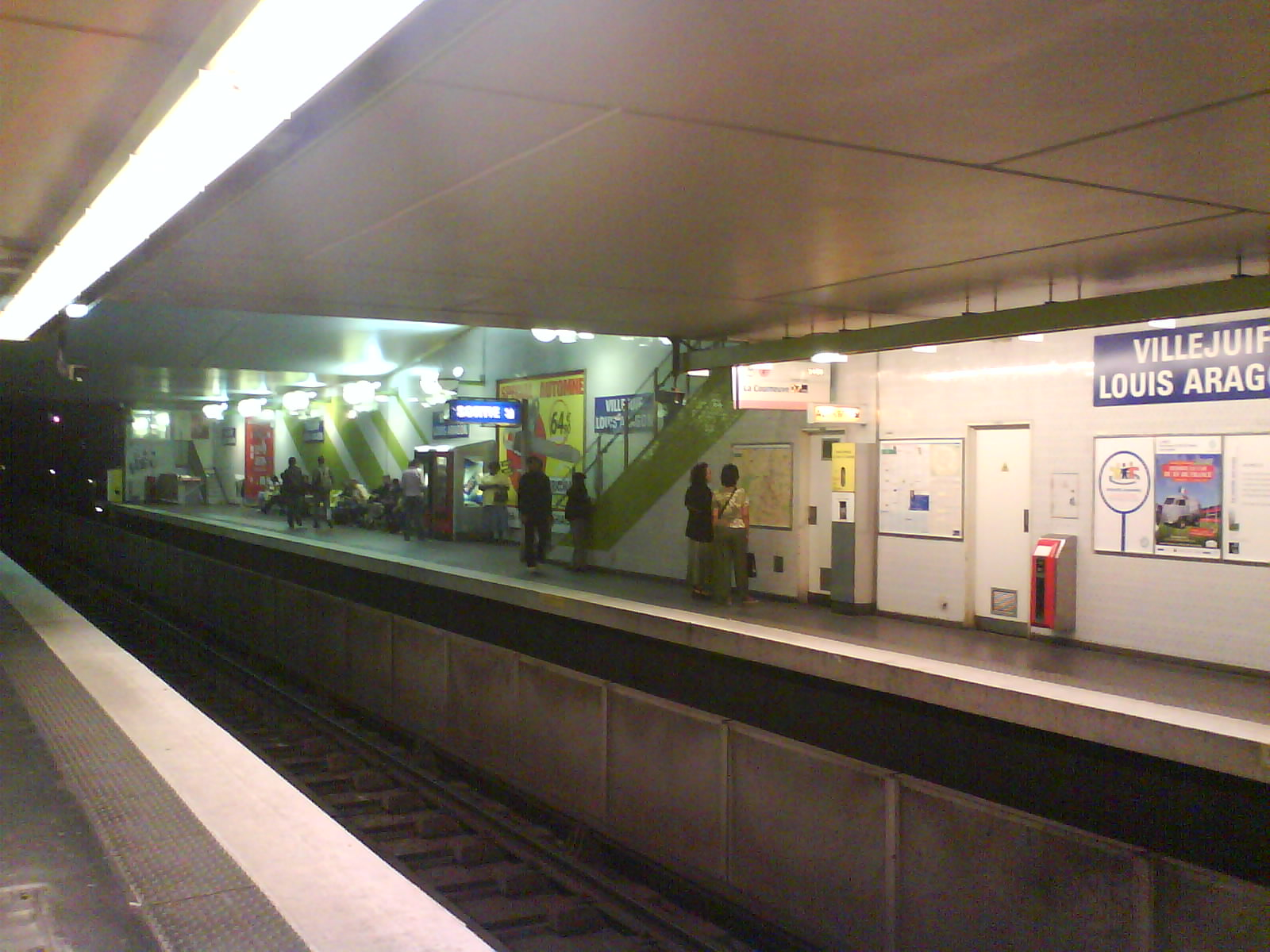
Un des deux terminus de la ligne 7.

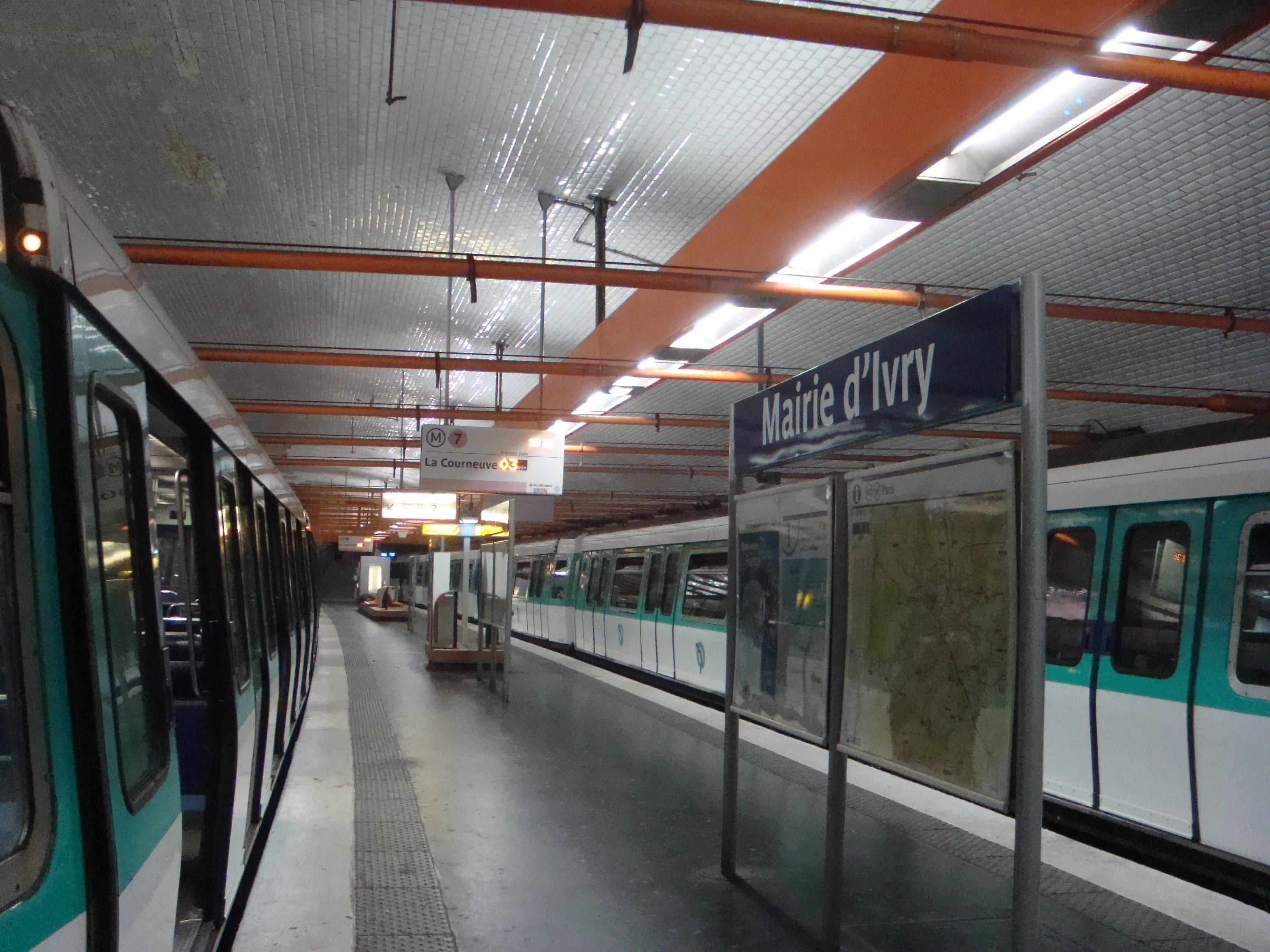
L'autre terminus de la ligne 7.

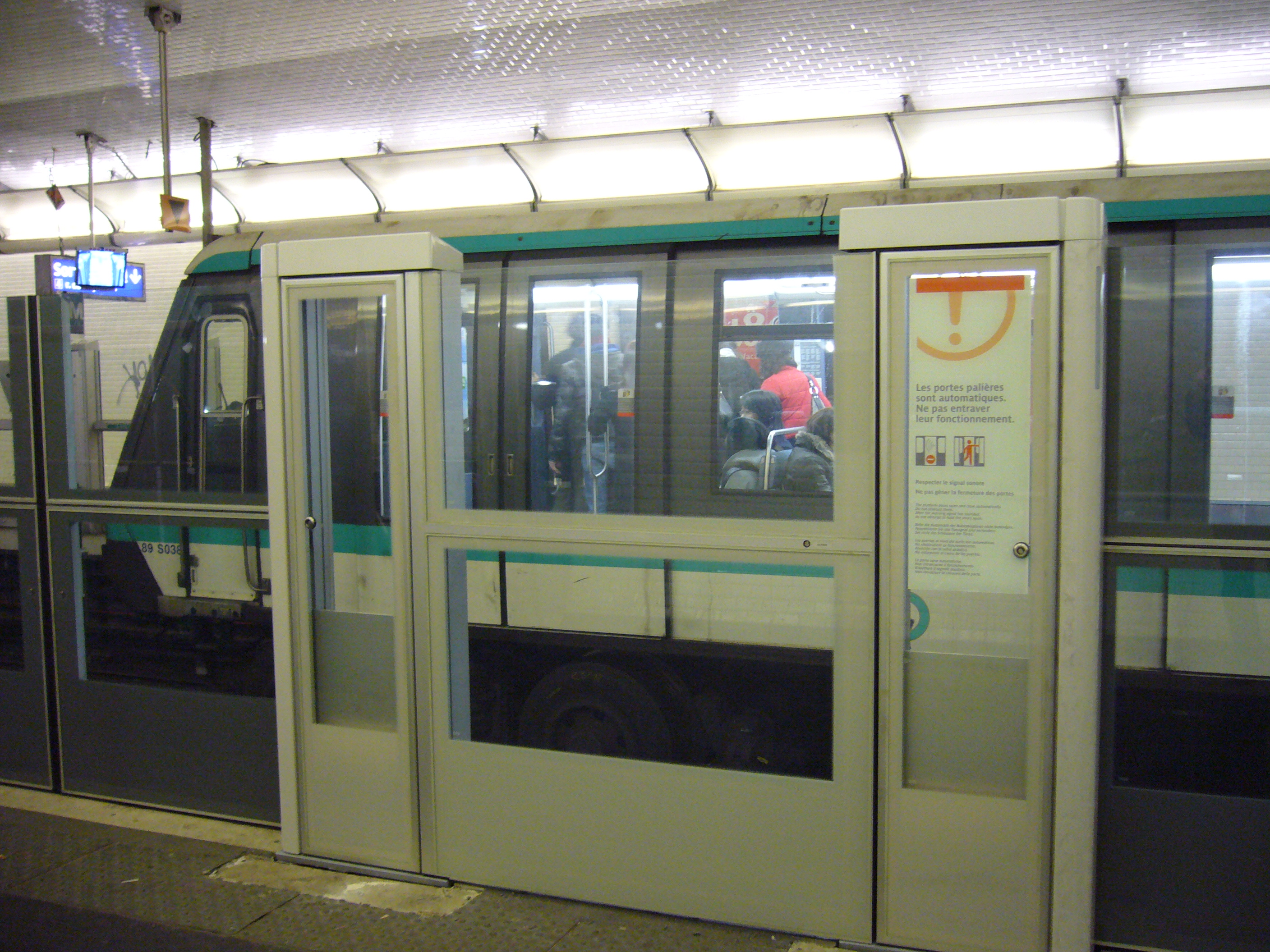
1934 : ouverture de la station Bérault.

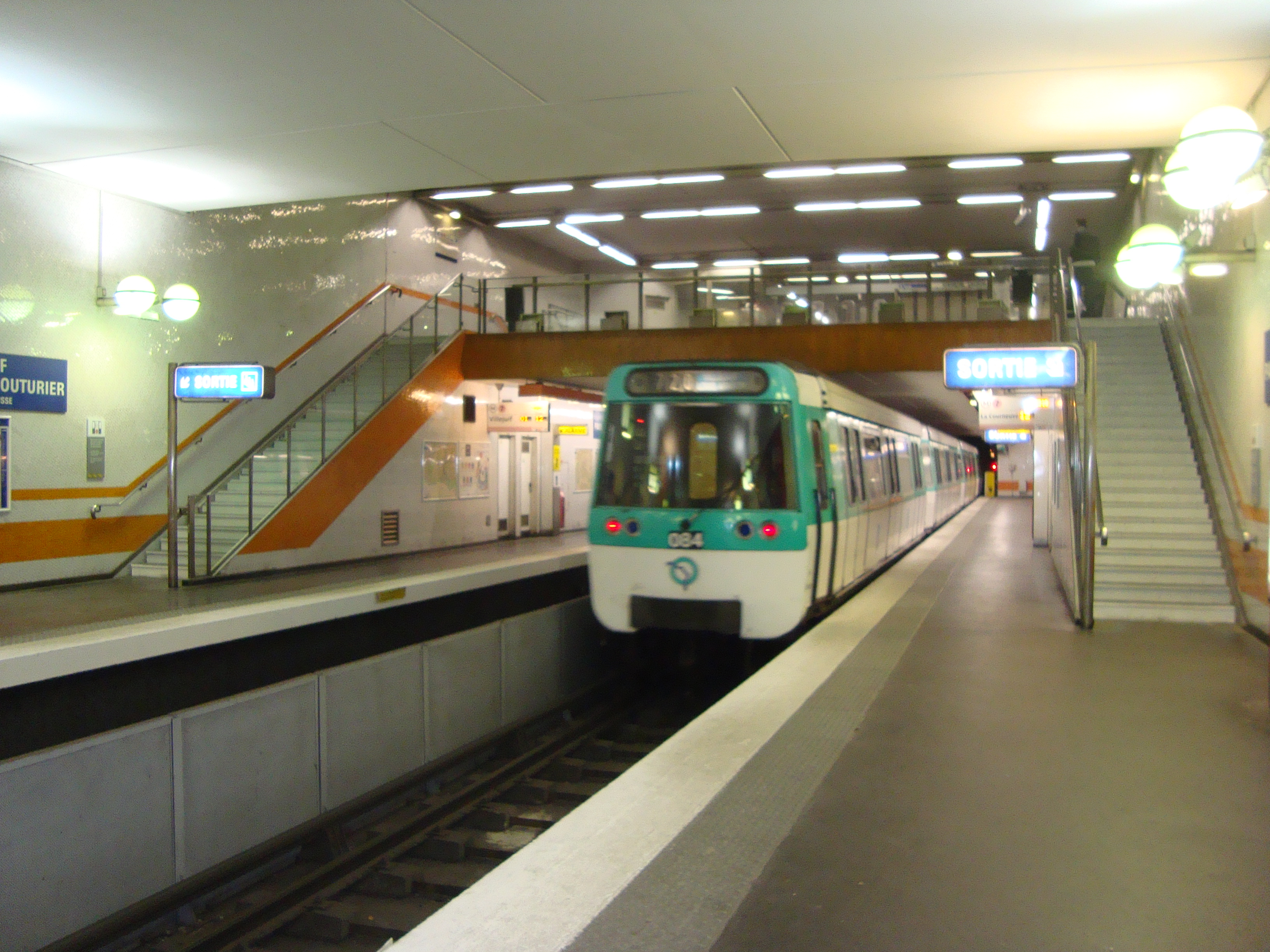
1985 : ouverture de la station Villejuif - Paul Vaillant-Couturier.

| Station                             | Date de l'ouverture | Lignes     | Communes desservies             |
| ----------------------------------- | ------------------- | ---------- | ------------------------------- |
| Bérault                             | 24 mars 1934        | (M) · (1)  | Saint-Mandé, Vincennes          |
| Charenton - Écoles                  | 5 octobre 1942      | (M) · (8)  | Charenton-le-Pont               |
| Château de Vincennes                | 24 mars 1934        | (M) · (1)  | Vincennes, Paris                |
| Chevilly-Larue                      | 24 juin 2024        | (M) · (14) | Chevilly-Larue                  |
| Créteil - L'Échat                   | 24 septembre 1973   | (M) · (8)  | Créteil                         |
| Créteil - Préfecture                | 10 septembre 1974   | (M) · (8)  | Créteil                         |
| Créteil - Université                | 10 septembre 1974   | (M) · (8)  | Créteil                         |
| École vétérinaire de Maisons-Alfort | 19 septembre 1970   | (M) · (8)  | Maisons-Alfort                  |
| L'Haÿ-les-Roses                     | 24 juin 2024        | (M) · (14) | Chevilly-Larue, L'Haÿ-les-Roses |
| Hôpital Bicêtre                     | 24 juin 2024        | (M) · (14) | Gentilly, Le Kremlin-Bicêtre    |
| Le Kremlin-Bicêtre                  | 10 décembre 1982    | (M) · (7)  | Le Kremlin-Bicêtre              |
| Liberté                             | 5 octobre 1942      | (M) · (8)  | Charenton-le-Pont               |
| Mairie d'Ivry                       | 1er mai 1946        | (M) · (7)  | Ivry-sur-Seine                  |
| Maisons-Alfort - Les Juilliottes    | 27 avril 1972       | (M) · (8)  | Maisons-Alfort                  |
| Maisons-Alfort - Stade              | 19 septembre 1970   | (M) · (8)  | Maisons-Alfort                  |
| Pierre et Marie Curie               | 1er mai 1946        | (M) · (7)  | Ivry-sur-Seine                  |
| Pointe du Lac                       | 8 octobre 2011      | (M) · (8)  | Créteil                         |
| Saint-Mandé                         | 24 mars 1934        | (M) · (1)  | Saint-Mandé, Vincennes          |
| Thiais - Orly                       | 24 juin 2024        | (M) · (14) | Thiais                          |
| Villejuif - Gustave Roussy          | 18 janvier 2025     | (M) · (14) | Villejuif                       |
| Villejuif - Léo Lagrange            | 28 février 1985     | (M) · (7)  | Villejuif                       |
| Villejuif - Louis Aragon            | 28 février 1985     | (M) · (7)  | Villejuif                       |
| Villejuif - Paul Vaillant-Couturier | 28 février 1985     | (M) · (7)  | Villejuif                       |

### Futures stations
| Station                    | Date de l'ouverture | Lignes            | Communes desservies                                    |
| -------------------------- | ------------------- | ----------------- | ------------------------------------------------------ |
| Arcueil - Cachan           | 2026                | (M) · (15)        | Cachan                                                 |
| Les Ardoines               | 2026                | (M) · (10) · (15) | Vitry-sur-Seine                                        |
| Champigny Centre           | 2026                | (M) · (15)        | Champigny-sur-Marne                                    |
| Grands Pêchers             | Après 2031          | (M) · (1)         | Fontenay-sous-Bois, Montreuil                          |
| Ivry - Gambetta            | Après 2031          | (M) · (10)        | Ivry-sur-Seine                                         |
| Ivry Port - Nelson Mandela | Après 2031          | (M) · (10)        | Ivry-sur-Seine                                         |
| Mairie de Vitry-sur-Seine  | 2026                | (M) · (15)        | Vitry-sur-Seine                                        |
| Nogent - Le Perreux        | 2031                | (M) · (15)        | Le Perreux-sur-Marne                                   |
| Les Rigollots              | Après 2031          | (M) · (1)         | Fontenay-sous-Bois, Vincennes                          |
| Saint-Maur - Créteil       | 2026                | (M) · (15)        | Saint-Maur-des-Fossés                                  |
| Val de Fontenay            | 2031                | (M) · (1) · (15)  | Fontenay-sous-Bois                                     |
| Le Vert de Maisons         | 2026                | (M) · (15)        | Alfortville, Maisons-Alfort                            |
| Villiers-Champigny-Bry     | 2026                | (M) · (15)        | Bry-sur-Marne, Champigny-sur-Marne, Villiers-sur-Marne |

### Station jamais ouverte
- Orly-Sud

## Communes desservies
| Commune            | Stations | Lignes           | Première ouverture |
| ------------------ | -------- | ---------------- | ------------------ |
| Charenton-le-Pont  | 2        | (M) · (8)        | 5 octobre 1942     |
| Chevilly-Larue     | 2        | (M) · (14)       | 24 juin 2024       |
| Créteil            | 4        | (M) · (8)        | 24 septembre 1973  |
| Gentilly           | 1        | (M) · (14)       | 24 juin 2024       |
| L'Haÿ-les-Roses    | 1        | (M) · (14)       | 24 juin 2024       |
| Ivry-sur-Seine     | 2        | (M) · (7)        | 1er mai 1946       |
| Le Kremlin-Bicêtre | 2        | (M) · (7) · (14) | 10 décembre 1982   |
| Maisons-Alfort     | 3        | (M) · (8)        | 19 septembre 1970  |
| Saint-Mandé        | 2        | (M) · (1)        | 24 mars 1934       |
| Thiais             | 1        | (M) · (14)       | 24 juin 2024       |
| Villejuif          | 4        | (M) · (7) · (14) | 28 février 1985    |
| Vincennes          | 3        | (M) · (1)        | 24 mars 1934       |